# آدرین لوکوورر
آدرین لوکووْرِر (فرانسوی: Adrienne Lecouvreur‎؛ ‏ ۵ آوریل ۱۶۹۲ – ۲۰ مارس ۱۷۳۰) هنرپیشه نامدار تئاتر اهل فرانسه بود که برخی او را بزرگترین هنرپیشهٔ عصر خود می‌دانند.
وی در شهر دامری به‌دنیا آمد و نخستین حضور حرفه‌ای‌اش در صحنهٔ تئاتر در شهر لیل انجام شد. وی در سال ۱۷۱۷ برای نخستین بار در کمدی-فرانسز در پاریس به اجرای نمایش پرداخت و به شهرت فراوانی دست یافت. او و میشل بارون موفق شدند در بازیگری تئاتر به سبکی برسند که بیشتر طبیعی و کمتر تصنعی و سنتی بود.
با آنکه او در زمینهٔ بازیگری و نوآوری‌هایش در این هنر شناخته‌شده بود، اما امروزه شهرتش بیشتر به سبب رابطهٔ عاشقانه‌اش با موریتس زاکسن و مرگ اسرارآمیزش است. با آنکه فرضیه‌های گوناگونی دربارهٔ مسمومیت عمدی او توسط رقیبش دوشس بویون موجود است، اما محققان دانشگاهی نتوانسته‌اند هیچ‌یک از آنها را تأیید کنند.
داستان زندگی او الهام‌بخش برخی از نمایشنامه‌نویسان، آهنگسازان و شعرا بوده‌است. خودداری کلیسای کاتولیک از برگزاری یک مراسم تدفین مسیحی برای او، دوستش ولتر را واداشت تا شعری در این‌باره بسراید.